# Пеца
Пеца (словен. Peca, нім. Petzen) — гора в Альпах, на кордоні між Словенією та Австрією. Вершина знаходиться на словенській стороні, але більша частина гірського масиву лежить на австрійській стороні.